# Desert X Prix 2021
Il Desert X Prix 2021 è stata la prima prova del campionato di Extreme E 2021 nonché la prima edizione del Desert X Prix. La manifestazione si è svolta il 3 e il 4 aprile nella valle dello Uadi Rum, nel territorio di Al-'Ula, in Arabia Saudita.
L'evento venne vinto dalla coppia formata dall'australiana Molly Taylor e dallo svedese Johan Kristoffersson della scuderia Rosberg X Racing, che in finale hanno primeggiato sulla compagine composta dalla britannica Catie Munnings e dallo svedese Timmy Hansen della squadra Andretti United Extreme E, secondi classificati, mentre al terzo posto si sono piazzati la spagnola Cristina Gutiérrez e il francese Sébastien Loeb del team X44. Tutti i concorrenti si sono affrontati alla guida del fuoristrada elettrico Odyssey 21.

## Risultati

### Classifica finale
| Pos. | N°  | Piloti                    | Squadra                     | Auto       | Qualificazioni | Qualificazioni | Shootout Race | Shootout Race | Crazy Race | Crazy Race | Semifinale | Semifinale | Finale | Finale | PC |
| Pos. | N°  | Piloti                    | Squadra                     | Auto       | Pos.           | Punti          | Pos.          | Punti         | Pos.       | Punti      | Pos.       | Punti      | Pos.   | Punti  | PC |
| ---- | --- | ------------------------- | --------------------------- | ---------- | -------------- | -------------- | ------------- | ------------- | ---------- | ---------- | ---------- | ---------- | ------ | ------ | -- |
| 1    | 6   | Johan Kristoffersson      | Rosberg X Racing            | Odyssey 21 | 3º             | 10             | –             | –             | –          | –          | 1º         | -          | 1º     | 25     | 35 |
| 1    | 6   | Molly Taylor              | Rosberg X Racing            | Odyssey 21 | 3º             | 10             | –             | –             | –          | –          | 1º         | -          | 1º     | 25     | 35 |
| 2    | 23  | Timmy Hansen              | Andretti United Extreme E   | Odyssey 21 | 4º             | 9              | –             | –             | 1º         | -          | –          | –          | 2º     | 19     | 28 |
| 2    | 23  | Catie Munnings            | Andretti United Extreme E   | Odyssey 21 | 4º             | 9              | –             | –             | 1º         | -          | –          | –          | 2º     | 19     | 28 |
| 3    | 44  | Sébastien Loeb            | X44                         | Odyssey 21 | 1º             | 12             | –             | –             | –          | –          | 2º         | -          | 3º     | 18     | 30 |
| 3    | 44  | Cristina Gutiérrez        | X44                         | Odyssey 21 | 1º             | 12             | –             | –             | –          | –          | 2º         | -          | 3º     | 18     | 30 |
| 4    | 55  | Carlos Sainz              | Acciona \| Sainz XE Team    | Odyssey 21 | 2º             | 11             | –             | –             | –          | –          | 3º         | 15         | nq     | nq     | 26 |
| 4    | 55  | Laia Sanz                 | Acciona \| Sainz XE Team    | Odyssey 21 | 2º             | 11             | –             | –             | –          | –          | 3º         | 15         | nq     | nq     | 26 |
| 5    | 42  | Oliver Bennett            | Xite Energy Racing          | Odyssey 21 | 5º             | 8              | –             | –             | 2º         | 12         | –          | –          | nq     | nq     | 20 |
| 5    | 42  | Christine Giampaoli Zonca | Xite Energy Racing          | Odyssey 21 | 5º             | 8              | –             | –             | 2º         | 12         | –          | –          | nq     | nq     | 20 |
| 6    | 22  | Jenson Button             | JBXE                        | Odyssey 21 | 6º             | 7              | –             | –             | 3º         | 10         | –          | –          | nq     | nq     | 17 |
| 6    | 22  | Mikaela Åhlin-Kottulinsky | JBXE                        | Odyssey 21 | 6º             | 7              | –             | –             | 3º         | 10         | –          | –          | nq     | nq     | 17 |
| 7    | 125 | Mattias Ekström           | Abt Cupra XE                | Odyssey 21 | 8º             | 5              | 1º            | 8             | nq         | nq         | nq         | nq         | nq     | nq     | 13 |
| 7    | 125 | Claudia Hürtgen           | Abt Cupra XE                | Odyssey 21 | 8º             | 5              | 1º            | 8             | nq         | nq         | nq         | nq         | nq     | nq     | 13 |
| 8    | 99  | Sara Price                | SEGI TV Chip Ganassi Racing | Odyssey 21 | 7º             | 6              | 2º            | 6             | nq         | nq         | nq         | nq         | nq     | nq     | 12 |
| 8    | 99  | Kyle LeDuc                | SEGI TV Chip Ganassi Racing | Odyssey 21 | 7º             | 6              | 2º            | 5             | nq         | nq         | nq         | nq         | nq     | nq     | 11 |
| 9    | 5   | Stéphane Sarrazin         | Veloce Racing               | Odyssey 21 | 9º             | 4              | DNS           | DNS           | nq         | nq         | nq         | nq         | nq     | nq     | 4  |
| 9    | 5   | Jamie Chadwick            | Veloce Racing               | Odyssey 21 | 9º             | 4              | DNS           | DNS           | nq         | nq         | nq         | nq         | nq     | nq     | 4  |

### Qualificazioni
| Pos. | N°  | Piloti                    | Squadra                     | Auto       | Q1   | Q1             | Q2   | Q2        | Totale (Q1 + Q2) | Totale (Q1 + Q2) | Totale (Q1 + Q2) | Punti |
| Pos. | N°  | Piloti                    | Squadra                     | Auto       | Giri | Tempo          | Giri | Tempo     | Giri             | Tempo            | Distacco         | Punti |
| ---- | --- | ------------------------- | --------------------------- | ---------- | ---- | -------------- | ---- | --------- | ---------------- | ---------------- | ---------------- | ----- |
| 1    | 44  | Sébastien Loeb            | X44                         | Odyssey 21 | 2    | 10'48"067      | 2    | 11'07"931 | 4                | 21'55"998        | –                | 12    |
| 1    | 44  | Cristina Gutiérrez        | X44                         | Odyssey 21 | 2    | 10'48"067      | 2    | 11'07"931 | 4                | 21'55"998        | –                | 12    |
| 2    | 55  | Carlos Sainz              | Acciona \| Sainz XE Team    | Odyssey 21 | 2    | 11'16"231      | 2    | 11'20"864 | 4                | 22"37"095        | +41"097          | 11    |
| 2    | 55  | Laia Sanz                 | Acciona \| Sainz XE Team    | Odyssey 21 | 2    | 11'16"231      | 2    | 11'20"864 | 4                | 22"37"095        | +41"097          | 11    |
| 3    | 6   | Johan Kristoffersson      | Rosberg X Racing            | Odyssey 21 | 2    | 10'43"565      | 2    | 12'03"258 | 4                | 22'46"823        | +50"828          | 10    |
| 3    | 6   | Molly Taylor              | Rosberg X Racing            | Odyssey 21 | 2    | 10'43"565      | 2    | 12'03"258 | 4                | 22'46"823        | +50"828          | 10    |
| 4    | 23  | Timmy Hansen              | Andretti United Extreme E   | Odyssey 21 | 2    | 11'31"603      | 2    | 11'32"931 | 4                | 23'04"534        | +1'08"536        | 9     |
| 4    | 23  | Catie Munnings            | Andretti United Extreme E   | Odyssey 21 | 2    | 11'31"603      | 2    | 11'32"931 | 4                | 23'04"534        | +1'08"536        | 9     |
| 5    | 42  | Oliver Bennett            | Xite Energy Racing          | Odyssey 21 | 2    | 13'09"038      | 2    | 12'01"694 | 4                | 25'10"732        | +3'14"734        | 8     |
| 5    | 42  | Christine Giampaoli Zonca | Xite Energy Racing          | Odyssey 21 | 2    | 13'09"038      | 2    | 12'01"694 | 4                | 25'10"732        | +3'14"734        | 8     |
| 6    | 22  | Jenson Button             | JBXE                        | Odyssey 21 | 2    | 12'22"426      | 2    | 14'02"952 | 4                | 26'25"378        | +4'29"380        | 7     |
| 6    | 22  | Mikaela Åhlin-Kottulinsky | JBXE                        | Odyssey 21 | 2    | 12'22"426      | 2    | 14'02"952 | 4                | 26'25"378        | +4'29"380        | 7     |
| 7    | 99  | Kyle LeDuc                | SEGI TV Chip Ganassi Racing | Odyssey 21 | 2    | 13'33"674      | 0    | DNS       | 2                | 13'33"674        | +2 giri          | 6     |
| 7    | 99  | Sara Price                | SEGI TV Chip Ganassi Racing | Odyssey 21 | 2    | 13'33"674      | 0    | DNS       | 2                | 13'33"674        | +2 giri          | 6     |
| 8    | 125 | Mattias Ekström           | Abt Cupra XE                | Odyssey 21 | 1    | DNF (4'42"210) | 0    | DNS       | 1                | 4'42"210         | +3 giri          | 5     |
| 8    | 125 | Claudia Hürtgen           | Abt Cupra XE                | Odyssey 21 | 1    | DNF (4'42"210) | 0    | DNS       | 1                | 4'42"210         | +3 giri          | 5     |
| 9    | 5   | Stéphane Sarrazin         | Veloce Racing               | Odyssey 21 | 0    | DNF            | 0    | DNS       | 0                | -                | +4 giri          | 4     |
| 9    | 5   | Jamie Chadwick            | Veloce Racing               | Odyssey 21 | 0    | DNF            | 0    | DNS       | 0                | -                | +4 giri          | 4     |

Legenda:
|  | Qualificate/i alla Semifinale                             |
|  | Qualificate/i alla Crazy Race                             |
|  | Si giocheranno le ultime tre posizioni alla Shootout Race |

### Shootout Race[3]
| Pos. | N°  | Piloti            | Squadra                     | Auto       | Giri | Tempo    | Distacco | Punti |
| ---- | --- | ----------------- | --------------------------- | ---------- | ---- | -------- | -------- | ----- |
| 1    | 125 | Mattias Ekström   | Abt Cupra XE                | Odyssey 21 | 1    | 5'07"187 | –        | 8     |
| 1    | 125 | Claudia Hürtgen   | Abt Cupra XE                | Odyssey 21 | 1    | 5'07"187 | –        | 8     |
| 2    | 99  | Sara Price        | SEGI TV Chip Ganassi Racing | Odyssey 21 | 1    | 5'28"903 | +21"716  | 6     |
| 2    | 99  | Kyle LeDuc        | SEGI TV Chip Ganassi Racing | Odyssey 21 | 1    | 5'28"903 | +21"716  | 5     |
| -    | 5   | Stéphane Sarrazin | Veloce Racing               | Odyssey 21 | DNS  | DNS      | DNS      | -     |
| -    | 5   | Jamie Chadwick    | Veloce Racing               | Odyssey 21 | DNS  | DNS      | DNS      | -     |

### Crazy Race[4]
| Pos. | N° | Piloti                    | Squadra                   | Auto       | Giri | Tempo     | Distacco  | Punti |
| ---- | -- | ------------------------- | ------------------------- | ---------- | ---- | --------- | --------- | ----- |
| 1    | 23 | Timmy Hansen              | Andretti United Extreme E | Odyssey 21 | 2    | 11'30"564 | –         | Q     |
| 1    | 23 | Catie Munnings            | Andretti United Extreme E | Odyssey 21 | 2    | 11'30"564 | –         | Q     |
| 2    | 42 | Oliver Bennett            | Xite Energy Racing        | Odyssey 21 | 2    | 12'00"906 | +30"342   | 12    |
| 2    | 42 | Christine Giampaoli Zonca | Xite Energy Racing        | Odyssey 21 | 2    | 12'00"906 | +30"342   | 12    |
| 3    | 22 | Jenson Button             | JBXE                      | Odyssey 21 | 2    | 12'37"226 | +1'06"662 | 10    |
| 3    | 22 | Mikaela Åhlin-Kottulinsky | JBXE                      | Odyssey 21 | 2    | 12'37"226 | +1'06"662 | 10    |

Legenda:
| Q | Qualificata/o alla Finale |

### Semifinale[5]
| Pos. | N° | Piloti               | Squadra                  | Auto       | Giri | Tempo     | Distacco  | Punti |
| ---- | -- | -------------------- | ------------------------ | ---------- | ---- | --------- | --------- | ----- |
| 1    | 6  | Johan Kristoffersson | Rosberg X Racing         | Odyssey 21 | 2    | 11'12"950 | –         | Q     |
| 1    | 6  | Molly Taylor         | Rosberg X Racing         | Odyssey 21 | 2    | 11'12"950 | –         | Q     |
| 2    | 44 | Sébastien Loeb       | X44                      | Odyssey 21 | 2    | 11'41"860 | +28"910   | Q     |
| 2    | 44 | Cristina Gutiérrez   | X44                      | Odyssey 21 | 2    | 11'41"860 | +28"910   | Q     |
| 3    | 55 | Carlos Sainz         | Acciona \| Sainz XE Team | Odyssey 21 | 2    | 12'19"778 | +1'06"828 | 15    |
| 3    | 55 | Laia Sanz            | Acciona \| Sainz XE Team | Odyssey 21 | 2    | 12'19"778 | +1'06"828 | 15    |

Legenda:
| Q | Qualificate/i alla Finale |

### Finale[6]
| Pos. | N° | Piloti               | Squadra                   | Auto       | Giri | Tempo     | Distacco  | Punti |
| ---- | -- | -------------------- | ------------------------- | ---------- | ---- | --------- | --------- | ----- |
| 1    | 6  | Johan Kristoffersson | Rosberg X Racing          | Odyssey 21 | 2    | 11'29"746 | –         | 25    |
| 1    | 6  | Molly Taylor         | Rosberg X Racing          | Odyssey 21 | 2    | 11'29"746 | –         | 25    |
| 2    | 23 | Timmy Hansen         | Andretti United Extreme E | Odyssey 21 | 2    | 11'53"482 | +23"736   | 19    |
| 2    | 23 | Catie Munnings       | Andretti United Extreme E | Odyssey 21 | 2    | 11'53"482 | +23"736   | 19    |
| 3    | 44 | Sébastien Loeb       | X44                       | Odyssey 21 | 2    | 13'07"844 | +1'38"098 | 18    |
| 3    | 44 | Cristina Gutiérrez   | X44                       | Odyssey 21 | 2    | 13'07"844 | +1'38"098 | 18    |

## Classifiche di campionato
Classifica piloti 
| Pos. | Pilota                    | Punti |
| ---- | ------------------------- | ----- |
| 1    | Johan Kristoffersson      | 35    |
| 1    | Molly Taylor              | 35    |
| 2    | Cristina Gutiérrez        | 30    |
| 2    | Sébastien Loeb            | 30    |
| 3    | Catie Munnings            | 28    |
| 3    | Timmy Hansen              | 28    |
| 4    | Carlos Sainz              | 26    |
| 4    | Laia Sanz                 | 26    |
| 5    | Christine Giampaoli Zonca | 20    |
| 5    | Oliver Bennett            | 20    |
| 6    | Mikaela Åhlin-Kottulinsky | 17    |
| 6    | Jenson Button             | 17    |
| 7    | Claudia Hürtgen           | 13    |
| 7    | Mattias Ekström           | 13    |
| 8    | Sara Price                | 6     |
| 9    | Kyle LeDuc                | 5     |
| 10   | Jamie Chadwick            | 4     |
| 10   | Stéphane Sarrazin         | 4     |

Classifica squadre 
| Pos. | Squadra                     | Punti |
| ---- | --------------------------- | ----- |
| 1    | Rosberg X Racing            | 35    |
| 2    | X44                         | 30    |
| 3    | Andretti United Extreme E   | 28    |
| 4    | Acciona \| Sainz XE Team    | 26    |
| 5    | Xite Energy Racing          | 20    |
| 6    | JBXE                        | 17    |
| 7    | Abt Cupra XE                | 13    |
| 8    | SEGI TV Chip Ganassi Racing | 11    |
| 9    | Veloce Racing               | 4     |